# Castello della Smilea
Il castello della Smilea, chiamato anche villa Smilea, è un edificio di Montale, in provincia di Pistoia.
L'immobile, di origine quattrocentesca, si staglia al centro del comune toscano nell'imponenza delle sue forme gotiche. La struttura ospita la biblioteca, alcuni uffici comunali ed è sede di eventi temporanei, come esposizioni e conferenze; all'interno è presente la mostra permanente dello scultore montalese Iorio Vivarelli.

## Origine del nome
Sebbene il palazzo sia di costruzione quattrocentesca, l'origine del nome risalirebbe all'antichità romana. Una prima posizione deriverebbe smilea dalla sincope di due parole latine e dalla loro conseguente storpiatura: sex milia (sei miglia) ossia la distanza dal centro dell'antica Pistoria, così come segnalava un antico cippo presente nell'area.
Una seconda tesi, basata su studi glottologici e toponomastici, la ricondurrebbe – mediante la sincope di seconda protonica e metatesi regressiva di varianti intermedie – al termine latino mausoleum: designante tumuli, sepolcri o monumenti di confine dei campi.

## Storia

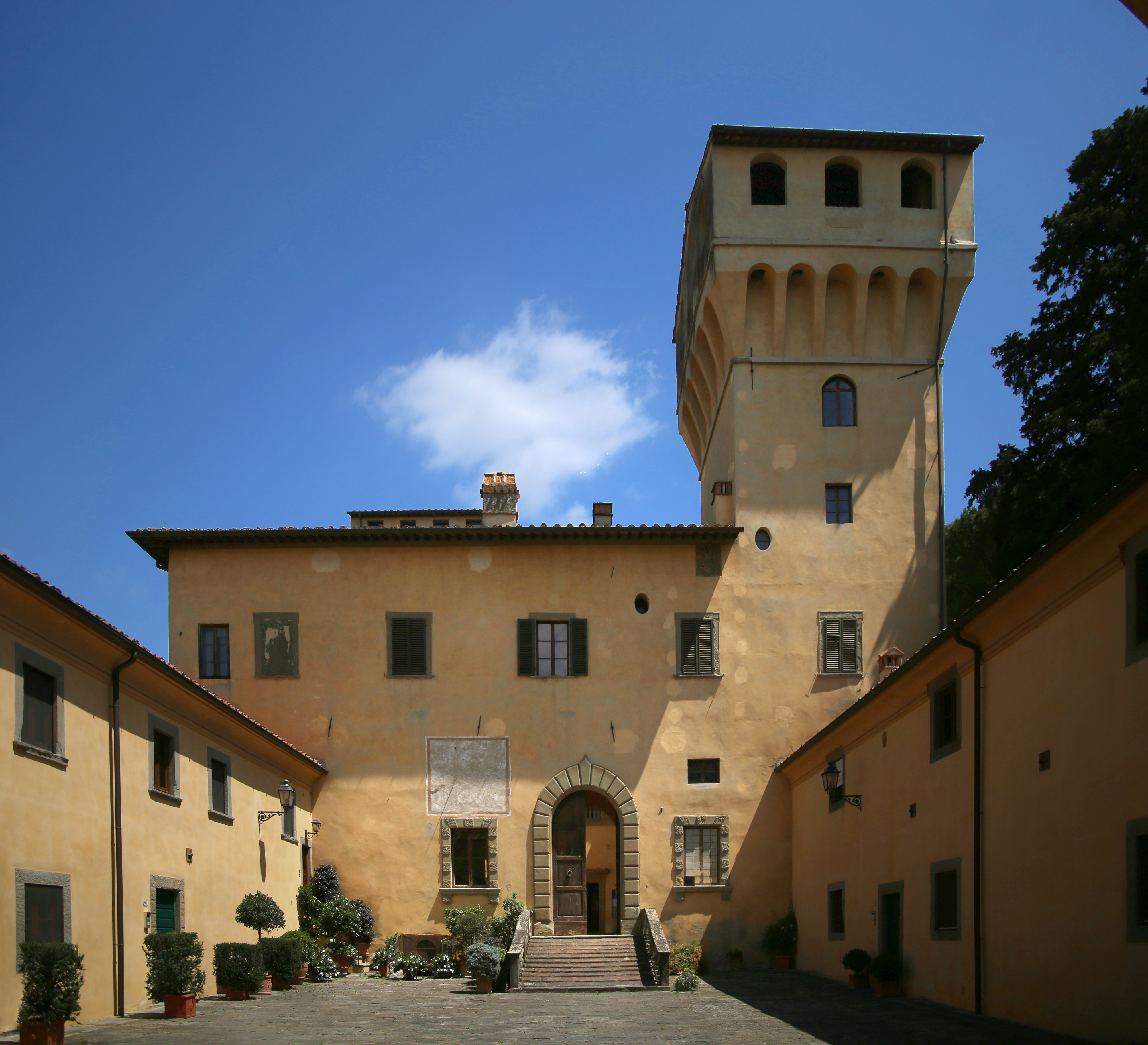
Il primo cortile seicentesco

L'edificio senza dubbio nacque come fortilizio nel Trecento, ma è nel 1427 che le cronache riportano per la prima volta notizie della villa, indicandola come proprietà dei Panciatichi, nota famiglia pistoiese.
Fu la famiglia ghibellina a ampliare l'edificio, aggiungendo una corte porticata La funzione della struttura era prevalentemente militare e fu una delle sedi dei numerosi scontri con i Cancellieri, famiglia guelfa avversa ai Panciatichi.
Nel 1540 Cosimo I in persona fu costretto a intervenire, imponendo la tregua, come ci testimonia Benedetto Varchi, nella sua opera storiografica. Nel 1611 la famiglia rimase senza eredi e vendette l'edificio a Francesco di Piero Covoni. Fu la sua famiglia ad apportare alla struttura modifiche che la resero più vicina alle forme di una villa signorile che di un castello (per questo l'edificio è chiamato sovente villa Smilea in alternativa a castello). Verso la fine del Seicento i proprietari fecero del palazzo e del territorio circostante una fattoria, per ricavare rendite agricole.

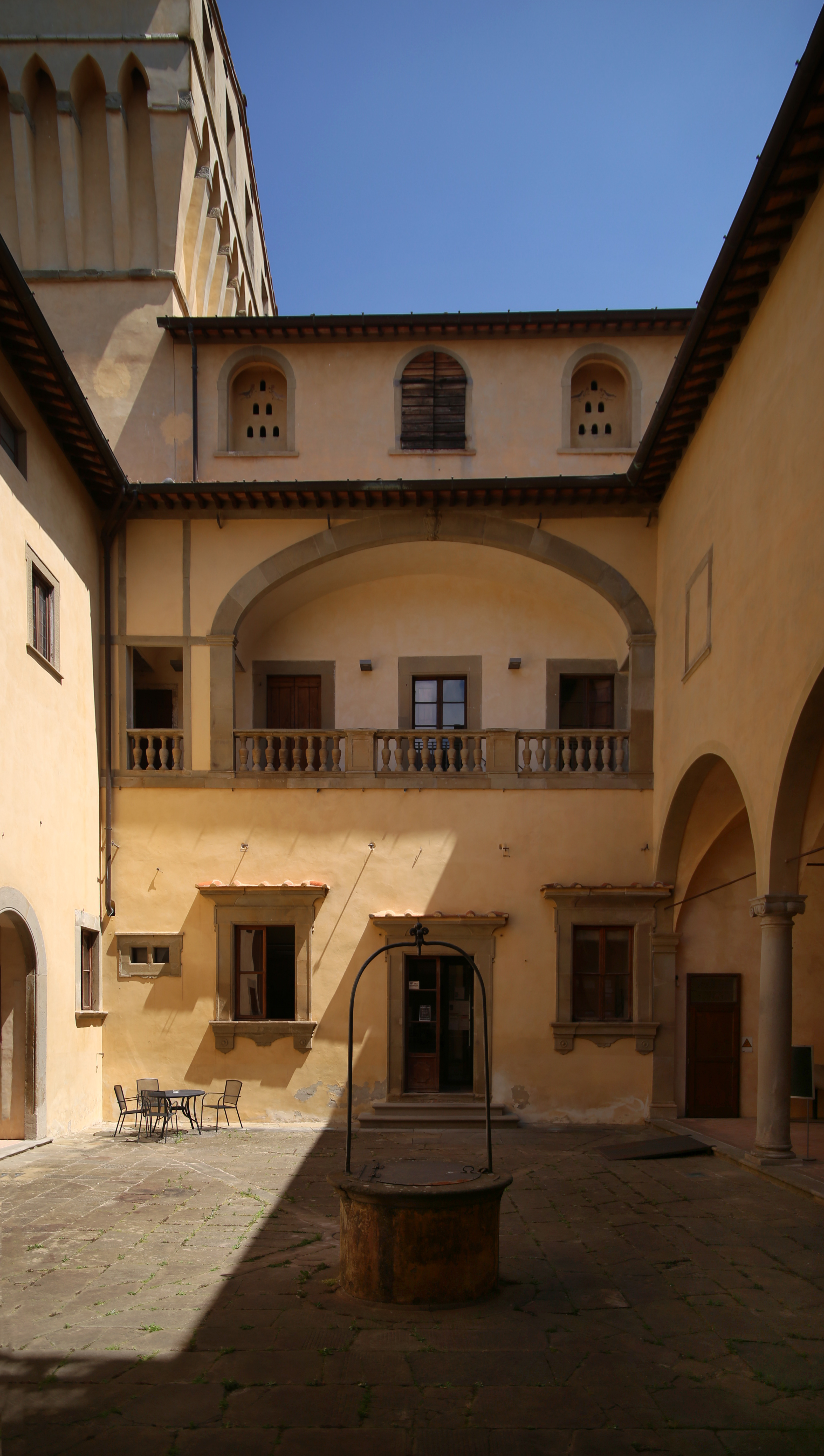
Il secondo cortile quattrocentesco

L'edificio fu ereditato dai fratelli Marco e Zanobi Covoni nel 1770.
Nel 1799 Montale fu saccheggiata dai soldati napoleonici in ritirata e la Smilea fu danneggiata. Il fattore suonò le campane del palazzo per radunare i cittadini e invitarli alla rivolta. Questo atto fu punito con uno singolare pena: l'uomo fu costretto a portare in spalla la campana da lui suonata fino alla città di Pistoia. Inoltre i francesi imprigionarono Zanobi Covoni, il cui rilascio fu motivo di festeggiamenti per i montalesi. Anche il fratello di Zanobi, Marco, era molto amato nella zona: si era infatti impegnato a diffondere le politiche illuminate degli Asburgo-Lorena. L'ultima esponente della famiglia ed erede del castello è Maria di Pier Francesco Covoni Pandolfini, coniuge del principe Giuseppe Borghese.
Dagli anni quaranta del Novecento la famiglia non ha più abitato il castello, che durante la seconda guerra mondiale ospitò gli sfollati. Nel dopoguerra il palazzo mantenne le sue funzioni relative all'attività di commercio agricolo fino agli anni sessanta. Dopo vari passaggi di proprietà, nel 2003 il comune di Montale ha acquistato l'edificio per ristrutturarlo e renderlo un centro di attività culturali.

## Descrizione
Il castello si presenta come un edificio a pianta quadrata, con due torri: una risale al Quattrocento e aveva funzioni militari, l'altra è secentesca ed è stata eseguita all'unico scopo di armonizzare la struttura. Nella zona sud dell'edificio sono visibili gli ampliamenti architettonici eseguiti dai Covoni: è lì che si trovano gli edifici che costituivano le abitazioni dei contadini.
L'ingresso del castello è costituito da un ampio cortile in pietra con al centro un pozzo, decorato da sculture di Iorio Vivarelli. Al di sotto del cortile è presente un piano interrato che era utilizzato come cantina da quando villa Smilea era stata una fattoria. Il primo piano ha una piccola cappella privata e altre stanze con delicate decorazioni neoclassiche, che ospitano altre opere di Iorio Vivarelli ed esposizioni temporanee. Le pitture che si espandono lungo tutte le pareti del primo piano e del piano nobile, eseguite intorno alla fine del Settecento, sono prevalentemente affreschi a soggetto paesaggistico: i muri risultano come annullati dalle vedute dipinte, dando la sensazione di stare all'aria aperta.